# 대구 광덕사 신중도
대구 광덕사 신중도(大邱 光德寺 神衆圖)는 대한민국 대구광역시 달성군 가창면 광덕사에 있는 조선시대의 신중도이다. 2020년 2월 10일 대구광역시의 유형문화재 제92호로 지정되었다.

## 지정 사유
광덕사 소장 『신중도』는 해외에 유출되었다가 경매를 통해 환수된 경우이다. 화기에 의하면 1812년(가경17) 11월에 순천부 영취산 흥국사 보현전에 봉안하였던 것이다.
이 신중도는 18세기 후반에서 19세기 전반 전라도에서 주로 활동한 도일(度鎰)을 비롯해 함윤(咸允), 문우(文宇), 완익(玩益), 면순(勉旬), 상희(尙希) 등이 조성한 작품이다. 본 신중도는 조선후기의 일반적인 패널형 신중도와 달리 상하축으로 연결된 소형의 걸괘그림(족자) 형태로 화면은 전체 상중하 3단으로 나누고, 상․중단에는 범천과 제석천을 위시한 천부중을 배치하였으며, 하단에는 위태천을 위시한 팔부중을 표현하였다. 전체 21위의 인물을 묘사하였는데, 전반적으로 얼굴이 둥글며 동안(童顏)에 가까운 표정, 천의와 보관의 형태, 배치 등에서 앞 시기에 조성된 선암사의 운수암 『신중도』(1796) 등 인물 수만 차이가 있을 뿐 거의 유사한데 이는 당시 불화초본의 전승과 스승인 쾌윤의 도상을 적극적으로 사용하였음을 알 수 있다.
이 작품은 제작연대 및 제작에 참여한 화승, 봉안처가 분명히 밝혀져 있는 작품으로, 조선후기 18세기에서 19세기로 이어지는 불화의 양식 변천 뿐 아니라, 19세기 전반 전라도 지역 불화의 특징을 파악할 수 있는 중요한 작품이다. 표현이 섬세하고 우수하여 문화재적 가치가 있는 자료로 평가된다.

## 참고 문헌
- 대구 광덕사 신중도 - 국가유산청 국가유산포털